# Nuaillé-d'Aunis
Nuaillé-d'Aunis là một xã trong tỉnh Tổng Courçon in the Charente-Maritime trong vùng Nouvelle-Aquitaine tây nam nước Pháp. Xã này nằm ở khu vực có độ cao trung bình 7 mét trên mực nước biển.

## Dân số
| Năm  | Dân số | Mật độ |
| ---- | ------ | ------ |
| 1962 | 495    | -      |
| 1968 | 515    | -      |
| 1975 | 515    | -      |
| 1982 | 518    | -      |
| 1990 | 550    | -      |
| 1999 | 632    | 38/km² |